# Lično
Lično är en ort i Tjeckien. Den ligger i den nordöstra delen av landet, 120 km öster om huvudstaden Prag. Lično ligger 303 meter över havet och antalet invånare är 574.
Terrängen runt Lično är huvudsakligen platt, men åt nordväst är den kuperad. Runt Lično är det ganska tätbefolkat, med 166 invånare per kvadratkilometer. Närmaste större samhälle är Rychnov nad Kněžnou, 7,5 km öster om Lično. Trakten runt Lično består till största delen av jordbruksmark.